# Aéroport de Kisumu
L’aéroport de Kisumu, renommé aéroport international de Kisumu en 2011, est le troisième aéroport kényan quant au trafic de passagers après l'aéroport international Jomo Kenyatta de Nairobi et l'aéroport international Moi de Mombasa.

## Situation
| Amboseli Bamburi Bungoma Eldoret Eliye Springs Garissa Hola Homa Bay Nairobi · J. Kenyatta Kalokol Kericho Kilaguni Kisumu Kitale Liboi Lodwar Loiyangalani Lokichogio Malindi Mandera Marsabit Mombasa Moyale Nakuru Nanyuki Nyeri Samburu Ukunda Wajir Nairobi · Wilson |

## Historique
En 1930, les Anglais construisent, sur la bordure nord-est du golfe de Winam, sur le site de l'actuel aéroport la première piste d'atterrissage et la première aérogare, complétées rapidement par un quai de débarquement pour hydravions (l'Imperial Airways flying boat bay), dont l'échancrure dans la côte est toujours visible, qui servit surtout durant la Seconde Guerre mondiale. La première ligne pour les passagers et le courrier reliait l'aéroport à l'Afrique du Sud. Entre 1960 et 1977 les Uganda Airlines et Air Tanzania opéraient vers l'aéroport.
Durant l'année 1999, l'aéroport participe au programme alimentaire mondial de l'ONU destinée au Rwanda et à la République démocratique du Congo.
Lorsque Barack Obama Jr. (dont la famille paternelle est originaire de la région) fut élu en tant que 44e président des États-Unis d'Amérique en novembre 2008, il fut question d'allonger la piste afin de permettre au Boeing 747 Air Force One d'atterrir directement à Kisumu.
Cette réalisation promise par le ministre des Transports kényan Chirau Mwakwere débute le 29 octobre 2008.
La première tranche est menée à terme en août 2010 pour un montant de 3 082 000 000 KES
(~ 31 000 000 EUR) ; elle porte la longueur de la piste à 3 300 m, réorganise les voies de circulation et porte la capacité simultanée de l'aire de stationnement à huit avions de ligne ainsi que la reconstruction complète du drainage. Kisumu devient, ainsi, accessible aux avions du type Boeing 747 ou Airbus A380.
La deuxième tranche est menée à terme en juin 2011  pour un montant de 1 900 000 000 KES avec la modernisation de la tour de contrôle, l'achèvement d'un nouveau terminal passagers permettant le trafic domestique et international de 700 personnes à l'heure ainsi que la construction d'un parc de stationnement réglementé pour 130 voitures et d'une nouvelle route asphaltée de 400 m reliant l'aéroport à la route nationale B1. Cette tranche engage l'aéroport dans une vocation internationale vers l'Ouganda et la Tanzanie.
La dernière tranche est en cours de réalisation avec la construction d'un taxiway parallèle à la piste, d'une aire de stationnement pour avions-cargo et d'un terminal doté d'un entrepôt frigorifique. Ce dernier permettra, à terme, d'expédier le poisson du lac Victoria vers Nairobi, le Moyen-Orient et l'Europe.

## Piste et équipements
- Piste : longueur 3 300 m, largeur 45 m, pente montante de la piste 07 vers la piste 25, PCN 80FAWT.
- Terminaux :
  - passager : 1 de 5 400 m2 divisé en aire de départ et aire d'arrivée ;
  - cargo : 1 avec chambre froide en construction.
- Maintenance : aucun atelier de maintenance des appareils.
- Aide à la navigation :
  - fréquence de la tour de contrôle : 118,8 MHz ;
  - VOR-DME : identifiant KIV, canal 088X, fréquence 114,1 MHz ;
  - NAVAID[note 2] : type NDB, identifiant KI, fréquence 347 MHz ;
  - ILS : néant ;
  - éclairage de piste : HIRL[4] et PAPI ;
  - manche à air : seuil gauche de la piste 25.
- Compagnie pétrolière accréditée : Kenya Shell/BP Kenya.
- Sécurité : 2 postes de lutte contre l'incendie.
- Sureté : 2 postes de police.
- Heures d'activité : de 3 h30 à 18 h (18 h30 pour la tour de contrôle, l'aide à la navigation et le service d'incendie).

## Compagnies et destinations
| Compagnies              | Destinations                 |
| ----------------------- | ---------------------------- |
| Aerolink Uganda         | Entebbe, Mara Serena (en)    |
| Fly540                  | Eldoret, Nairobi-J. Kenyatta |
| Freedom Airline Express | Nairobi-J. Kenyatta          |
| Jambo Jet               | Nairobi-J. Kenyatta          |
| Kenya Airways           | Nairobi-J. Kenyatta          |
| Renegade Air            | Nairobi-Wilson               |

Édité le 05/10/2019  Actualisé le 15/11/2023

## Accès à l'aéroport
Situé à 5,5 km du centre de Kisumu, le seul moyen d'accès à l'aéroport est la route. Il n'existe pas de ligne d'autobus. La navette est assurée par taxi, matatu ou véhicule affrété par certains hôtels. Il est doté d'un parc de stationnement réglementé.

## Accidents
- 11 juillet 1945, un Douglas C-47 Skytrain de la South African Air Force s'écrase pendant la phase de décollage tuant les 28 occupants[5];
- 10 juillet 1988, un Fokker F27 Friendship 200 des Kenya Airways rate son atterrissage sans faire de tué parmi les 43 occupants[6].
- 17 mars 2011, un Bombardier CRJ-200 de Jetlink Express (en) dépasse le seuil de piste lors de son atterrissage qu'il termine à moins de 100 m du lac Victoria sans faire ni tué ni blessé[7].